# Receptor adrenérgico alfa 1B
O receptor adrenérgico alfa 1B (adrenorreceptor α1B). também conhecido como ADRA1B, é um receptor adrenérgico alfa 1 e também denota o gene humano que o codifica.

## Leitura de apoio
- Ramarao CS, Denker JM, Perez DM;  et al. (1992). «Genomic organization and expression of the human alpha 1B-adrenergic receptor.». J. Biol. Chem. 267 (30): 21936–45. PMID 1328250
- Allen LF, Lefkowitz RJ, Caron MG, Cotecchia S (1992). «G-protein-coupled receptor genes as protooncogenes: constitutively activating mutation of the alpha 1B-adrenergic receptor enhances mitogenesis and tumorigenicity.». Proc. Natl. Acad. Sci. U.S.A. 88 (24): 11354–8. PMID 1662393. doi:10.1073/pnas.88.24.11354
- Lomasney JW, Cotecchia S, Lorenz W;  et al. (1991). «Molecular cloning and expression of the cDNA for the alpha 1A-adrenergic receptor. The gene for which is located on human chromosome 5.». J. Biol. Chem. 266 (10): 6365–9. PMID 1706716
- Yang-Feng TL, Xue FY, Zhong WW;  et al. (1990). «Chromosomal organization of adrenergic receptor genes.». Proc. Natl. Acad. Sci. U.S.A. 87 (4): 1516–20. PMID 2154750. doi:10.1073/pnas.87.4.1516
- Schwinn DA, Johnston GI, Page SO;  et al. (1995). «Cloning and pharmacological characterization of human alpha-1 adrenergic receptors: sequence corrections and direct comparison with other species homologues.». J. Pharmacol. Exp. Ther. 272 (1): 134–42. PMID 7815325
- Weinberg DH, Trivedi P, Tan CP;  et al. (1994). «Cloning, expression and characterization of human alpha adrenergic receptors alpha 1a, alpha 1b and alpha 1c.». Biochem. Biophys. Res. Commun. 201 (3): 1296–304. PMID 8024574. doi:10.1006/bbrc.1994.1845
- Forray C, Bard JA, Wetzel JM;  et al. (1994). «The alpha 1-adrenergic receptor that mediates smooth muscle contraction in human prostate has the pharmacological properties of the cloned human alpha 1c subtype.». Mol. Pharmacol. 45 (4): 703–8. PMID 8183249
- Diviani D, Lattion AL, Larbi N;  et al. (1996). «Effect of different G protein-coupled receptor kinases on phosphorylation and desensitization of the alpha1B-adrenergic receptor.». J. Biol. Chem. 271 (9): 5049–58. PMID 8617782. doi:10.1074/jbc.271.9.5049
- Diviani D, Lattion AL, Cotecchia S (1997). «Characterization of the phosphorylation sites involved in G protein-coupled receptor kinase- and protein kinase C-mediated desensitization of the alpha1B-adrenergic receptor.». J. Biol. Chem. 272 (45): 28712–9. PMID 9353340. doi:10.1074/jbc.272.45.28712
- Qian A, Wang W, Sanborn BM (1998). «Evidence for the involvement of several intracellular domains in the coupling of oxytocin receptor to G alpha(q/11).». Cell. Signal. 10 (2): 101–5. PMID 9481484. doi:10.1016/S0898-6568(97)00097-1
- Sasaguri T, Teruya H, Ishida A;  et al. (2000). «Linkage between alpha(1) adrenergic receptor and the Jak/STAT signaling pathway in vascular smooth muscle cells.». Biochem. Biophys. Res. Commun. 268 (1): 25–30. PMID 10652206. doi:10.1006/bbrc.1999.2066
- Minneman KP, Lee D, Zhong H;  et al. (2000). «Transcriptional responses to growth factor and G protein-coupled receptors in PC12 cells: comparison of alpha(1)-adrenergic receptor subtypes.». J. Neurochem. 74 (6): 2392–400. PMID 10820200. doi:10.1046/j.1471-4159.2000.0742392.x
- Shibata K, Katsuma S, Koshimizu T;  et al. (2003). «alpha 1-Adrenergic receptor subtypes differentially control the cell cycle of transfected CHO cells through a cAMP-dependent mechanism involving p27Kip1.». J. Biol. Chem. 278 (1): 672–8. PMID 12409310. doi:10.1074/jbc.M201375200
- Diviani D, Lattion AL, Abuin L;  et al. (2003). «The adaptor complex 2 directly interacts with the alpha 1b-adrenergic receptor and plays a role in receptor endocytosis.». J. Biol. Chem. 278 (21): 19331–40. PMID 12644451. doi:10.1074/jbc.M302110200
- Gonzalez-Cabrera PJ, Gaivin RJ, Yun J;  et al. (2003). «Genetic profiling of alpha 1-adrenergic receptor subtypes by oligonucleotide microarrays: coupling to interleukin-6 secretion but differences in STAT3 phosphorylation and gp-130.». Mol. Pharmacol. 63 (5): 1104–16. PMID 12695539. doi:10.1124/mol.63.5.1104
- Pupo AS, Minneman KP (2004). «Specific interactions between gC1qR and alpha1-adrenoceptor subtypes.». J. Recept. Signal Transduct. Res. 23 (2-3): 185–95. PMID 14626446
- Hague C, Uberti MA, Chen Z;  et al. (2004). «Cell surface expression of alpha1D-adrenergic receptors is controlled by heterodimerization with alpha1B-adrenergic receptors.». J. Biol. Chem. 279 (15): 15541–9. PMID 14736874. doi:10.1074/jbc.M314014200
- Kang SK, Yi KS, Kwon NS;  et al. (2004). «Alpha1B-adrenoceptor signaling and cell motility: GTPase function of Gh/transglutaminase 2 inhibits cell migration through interaction with cytoplasmic tail of integrin alpha subunits.». J. Biol. Chem. 279 (35): 36593–600. PMID 15220331. doi:10.1074/jbc.M402084200
- Gonzalez-Cabrera PJ, Shi T, Yun J;  et al. (2004). «Differential regulation of the cell cycle by alpha1-adrenergic receptor subtypes.». Endocrinology. 145 (11): 5157–67. PMID 15297446. doi:10.1210/en.2004-0728
- Zhang T, Xu Q, Chen FR;  et al. (2005). «Yeast two-hybrid screening for proteins that interact with alpha1-adrenergic receptors.». Acta Pharmacol. Sin. 25 (11): 1471–8. PMID 15525470